# Enville
Enville é uma cidade  localizada no estado norte-americano de Tennessee, no Condado de Chester e Condado de McNairy.

## Demografia
Segundo o censo norte-americano de 2000, a sua população era de 230 habitantes.
Em 2006, foi estimada uma população de 231, um aumento de 1 (0.4%).

## Geografia
De acordo com o United States Census Bureau tem uma área de
3,8 km², dos quais 3,8 km² cobertos por terra e 0,0 km² cobertos por água. Enville localiza-se a aproximadamente 157 m acima do nível do mar.

## Localidades na vizinhança
O diagrama seguinte representa as localidades num raio de 20 km ao redor de Enville.